# Nhà thờ Thánh Adalbert (Quảng trường chính Kraków)

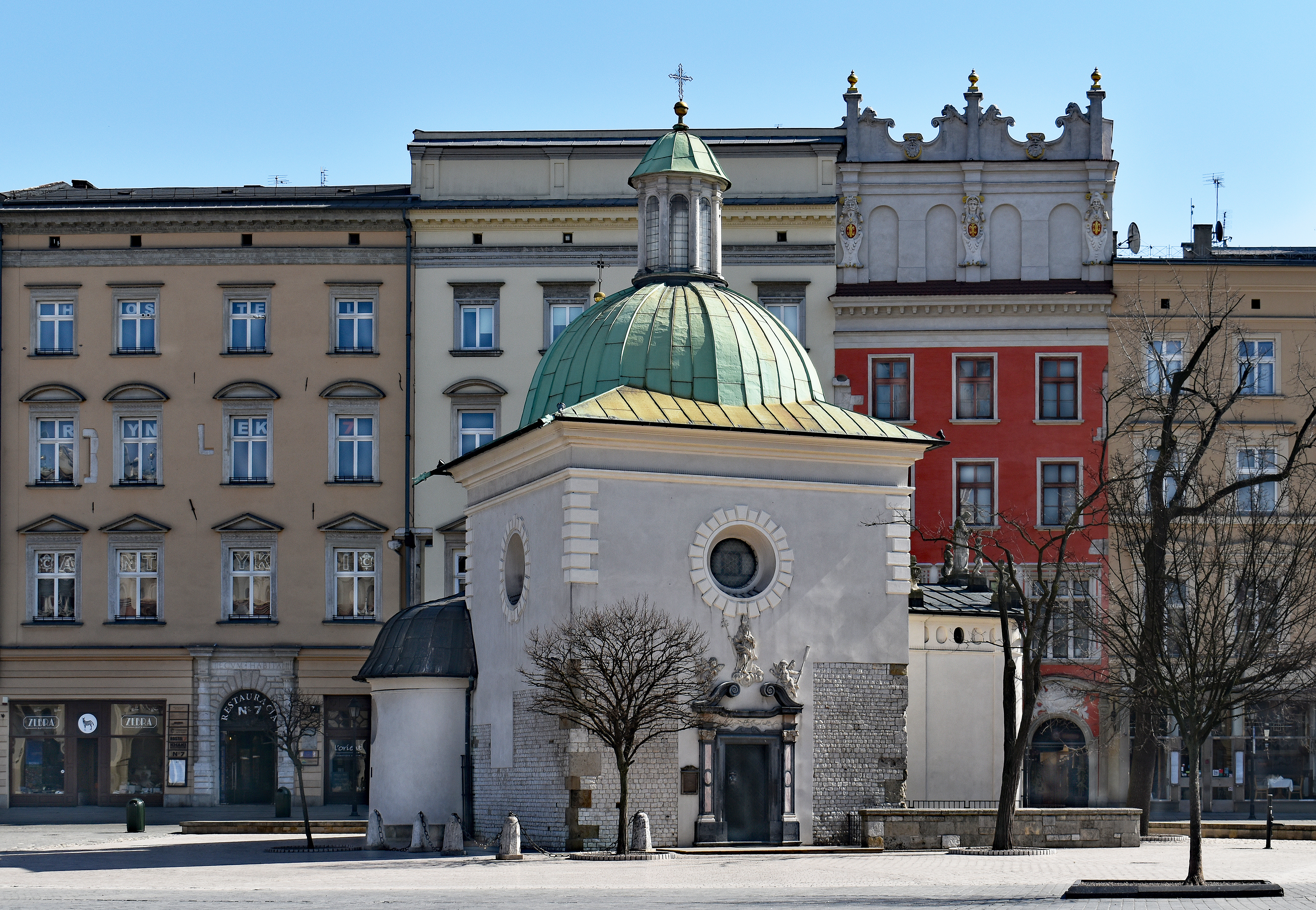
Nhà thờ Thánh Adalbert ở Quảng trường chính Kraków (2020)

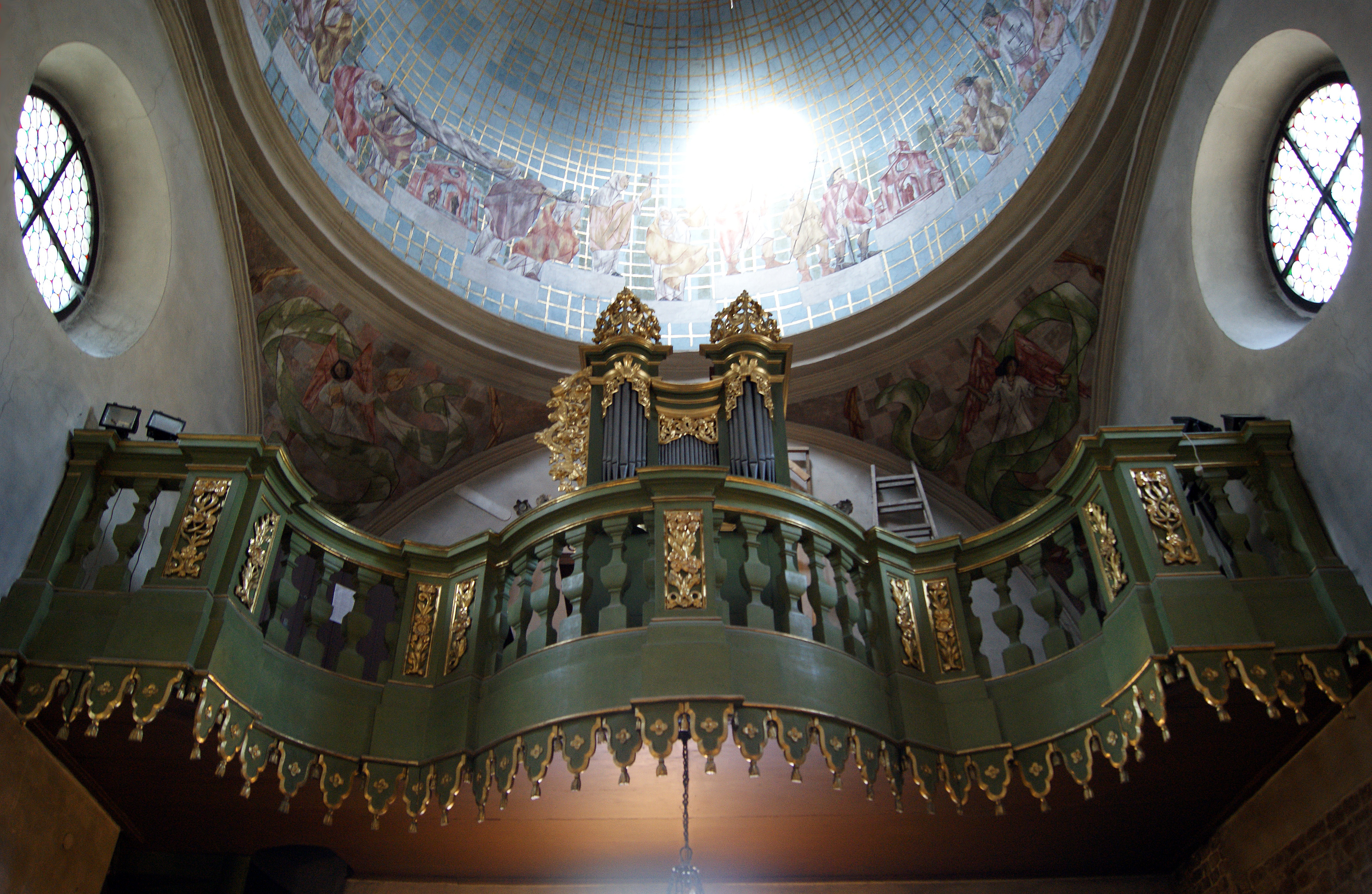

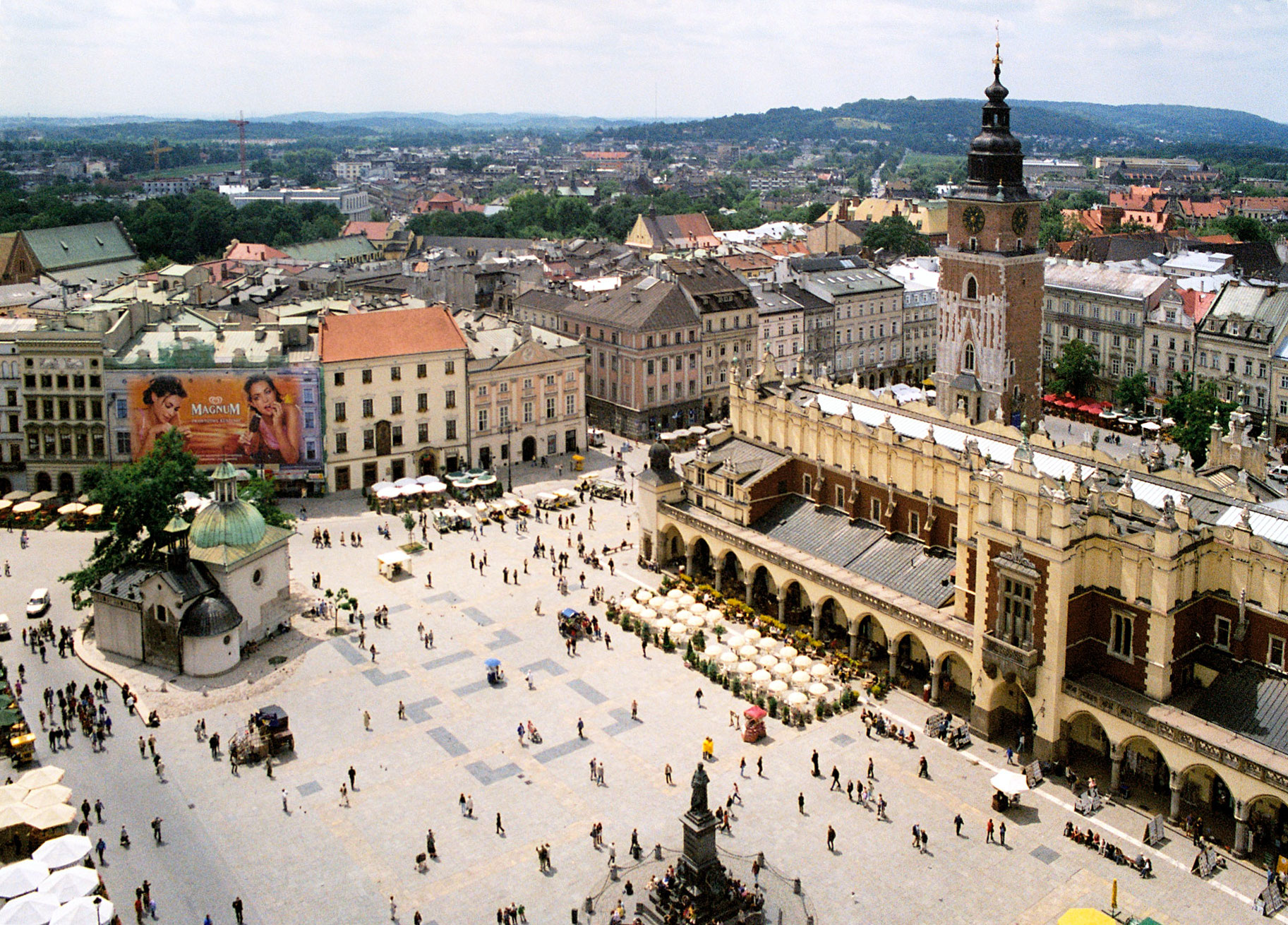
Toàn cảnh Quảng trường chính Kraków

Nhà thờ Thánh Adalbert, hay Nhà thờ St. Wojciech ở Kraków (tiếng Ba Lan: Kościół św. Wojciecha w Krakowie) là một nhà thờ Công giáo La Mã ở Quảng trường chính Kraków, tại thành phố Kraków, Ba Lan. Nhà thờ này có tên trong danh sách các di tích văn hóa.

## Lịch sử
| Mốc lịch sử | Mô tả |
| ----------- | --- |
| Trung cổ    | Nhà thờ được xây dựng theo phong cách Romanesque vào khoảng cuối thế kỷ 11 - đầu thế kỷ 12. Có một truyền thuyết kể rằng hơn 1000 năm trước, Thánh Adalbert (Św. Wojciech) đã thánh hiến nhà thờ này vào năm 997 và đã cầu nguyện tại đây trước khi bắt đầu chuyến hành trình truyền giáo tới Phổ (nơi Ngài tử vì đạo). |
| Thế kỷ 17   | Nhà thờ được tái thiết lại theo phong cách Baroque vào đầu thế kỷ 17. |
| Thế kỷ 18   | Khu phức hợp nhà thờ có thêm một thánh đường (từ năm 1711) và một nhà nguyện (từ năm 1778). |
| Hiện nay    | Nhà thờ Thánh Adalbert ở Kraków vẫn là nơi cử hành các thánh lễ hàng ngày. Ngoài ra, trong tầng hầm của nhà thờ còn có một cuộc triển lãm thường trực về lịch sử của Quảng trường chính Kraków. |